# (88611) Teharonhiawako
(88611) Teharonhiawako ist ein transneptunisches Objekt im Kuipergürtel mit einem Durchmesser von rund 180 km. Es hat einen Begleiter namens Sawiskera (Mohawk: [zaɰískɛɺa]; offizielle Bezeichnung: (88611) Teharonhiawako I (Sawiskera)), der mit einem Durchmesser von etwa 120 km ungefähr zwei Drittel der Größe von Teharonhiawako aufweist.
Teharonhiawako wurde am 20. August 2001 im Rahmen des Deep Ecliptic Survey entdeckt; einen Monat später wurde Sawiskera entdeckt.
Der Asteroid ist nach Teharonhiawako benannt, dem Gott des Maises im Schöpfungsmythos der Irokesen, während sein Begleiter nach Teharonhiawakos bösem Zwillingsbruder Sawiskera benannt wurde. Die Benennung der Objekte erfolgte im Jahr 2007.

## Weblink
- Ephemeriden (englisch)